# Aporia procris
Aporia procris är en fjärilsart som beskrevs av John Henry Leech 1890. Aporia procris ingår i släktet Aporia och familjen vitfjärilar. Inga underarter finns listade i Catalogue of Life.